# Skida (botanik)
Skida är en typ av frukt som är vanlig i familjen Brassicaceae, korsblommiga växter. Pistillen och därmed senare frukten hos korsblommiga växter består av två karpeller och frukten är tvårummig med en mittvägg. Mittväggen är tunn och membranliknande. En skida kan vara lång och smal och mångfröig, men det finns också platta och runda eller mycket korta skidor med ett enda frö. Skidor öppnas vid mognaden genom att de två valvlerna faller av och fröna faller då ut. Mittväggen i en skida kan gå tvärs mot de platta väggarna, eller längs med dessa. Skidor kan också ha ett spröt i toppen, som utvecklas från pistillens stift.

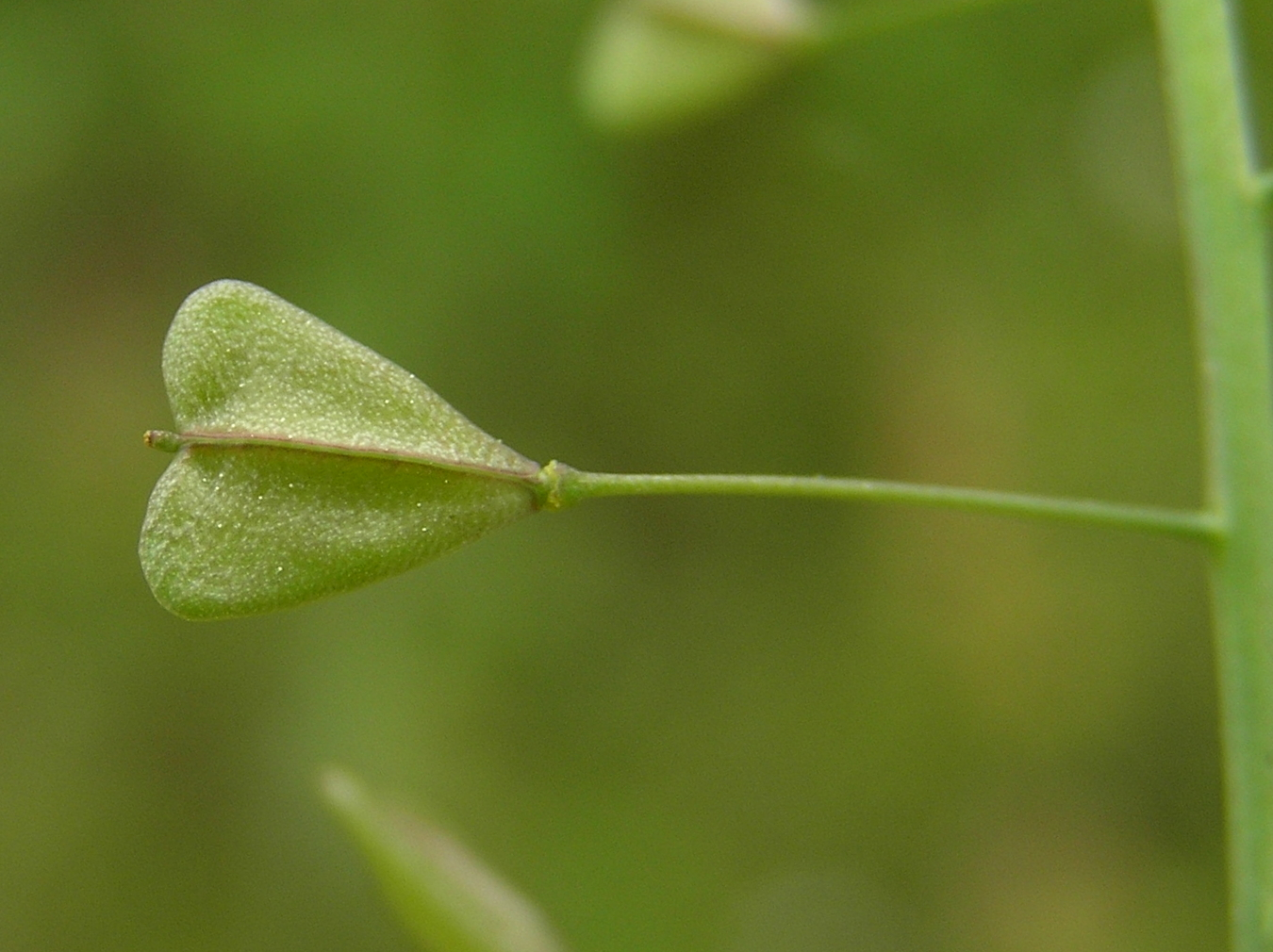
Lomme med platt trekantig skida. Mittvägen går tvärs mot plattsidorna.
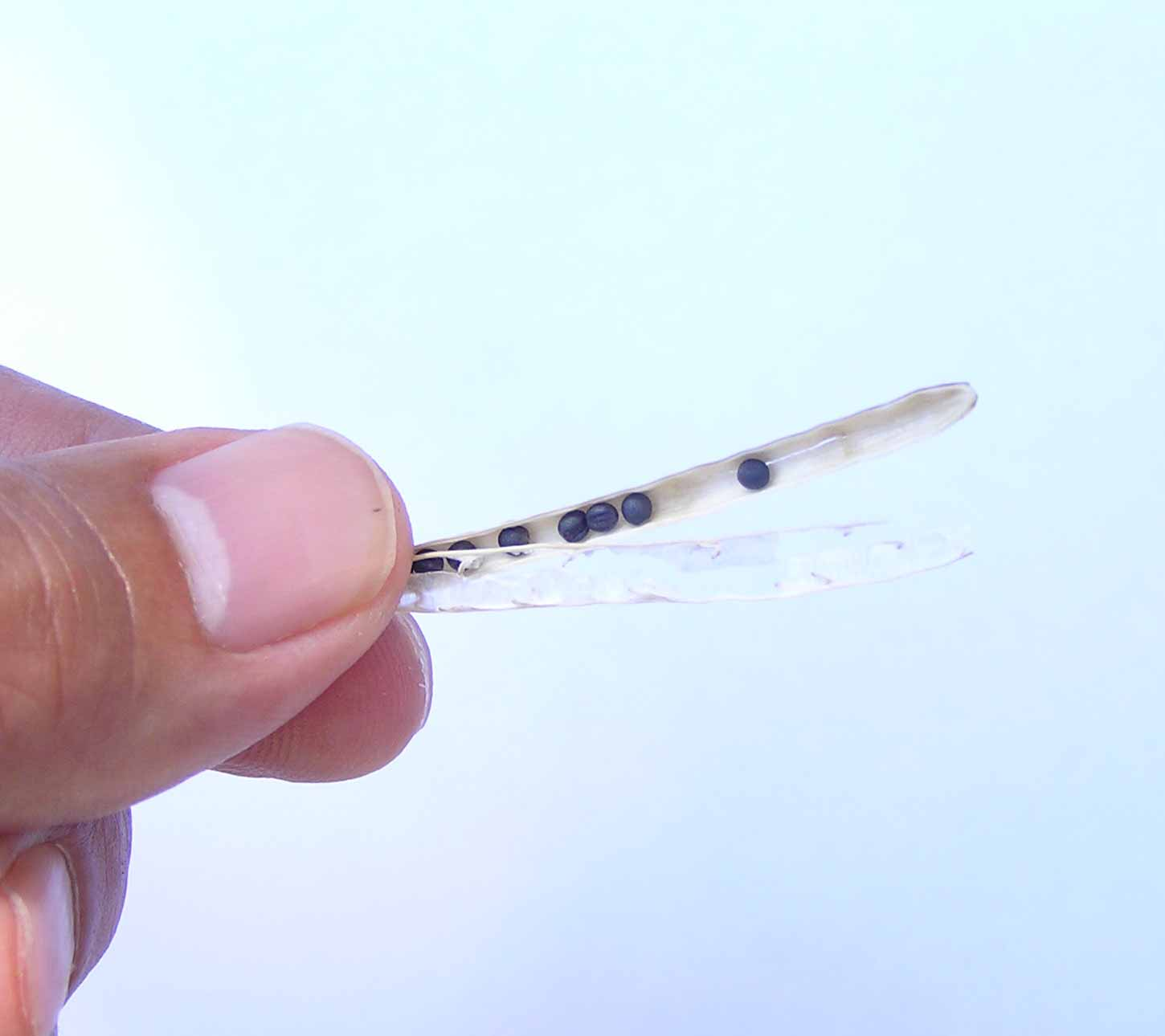
Öppnad skida hos raps där mittväggen och några av fröna syns.
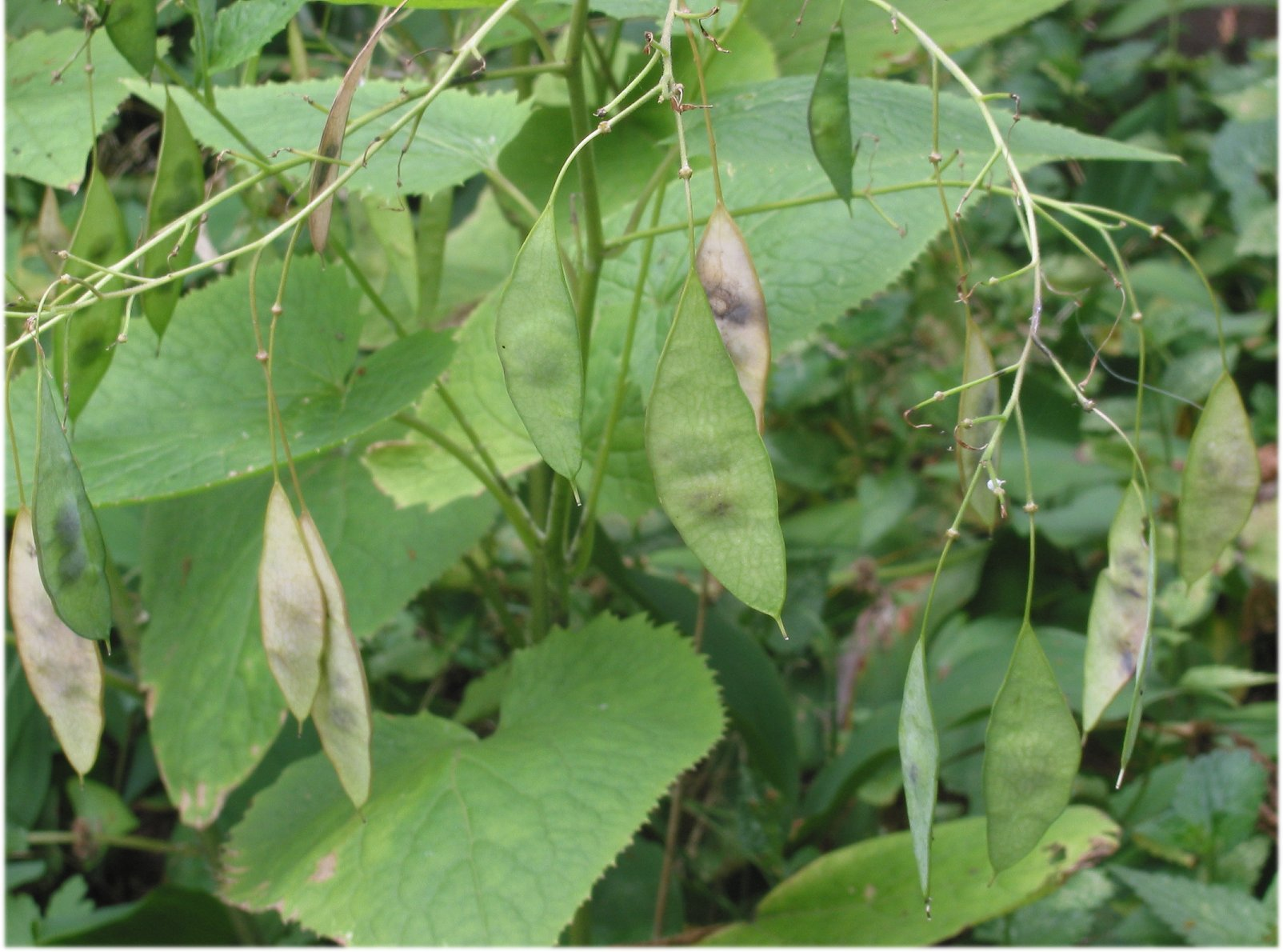
Skidor hos månviol. Mittväggen går parallellt med plattsidorna.
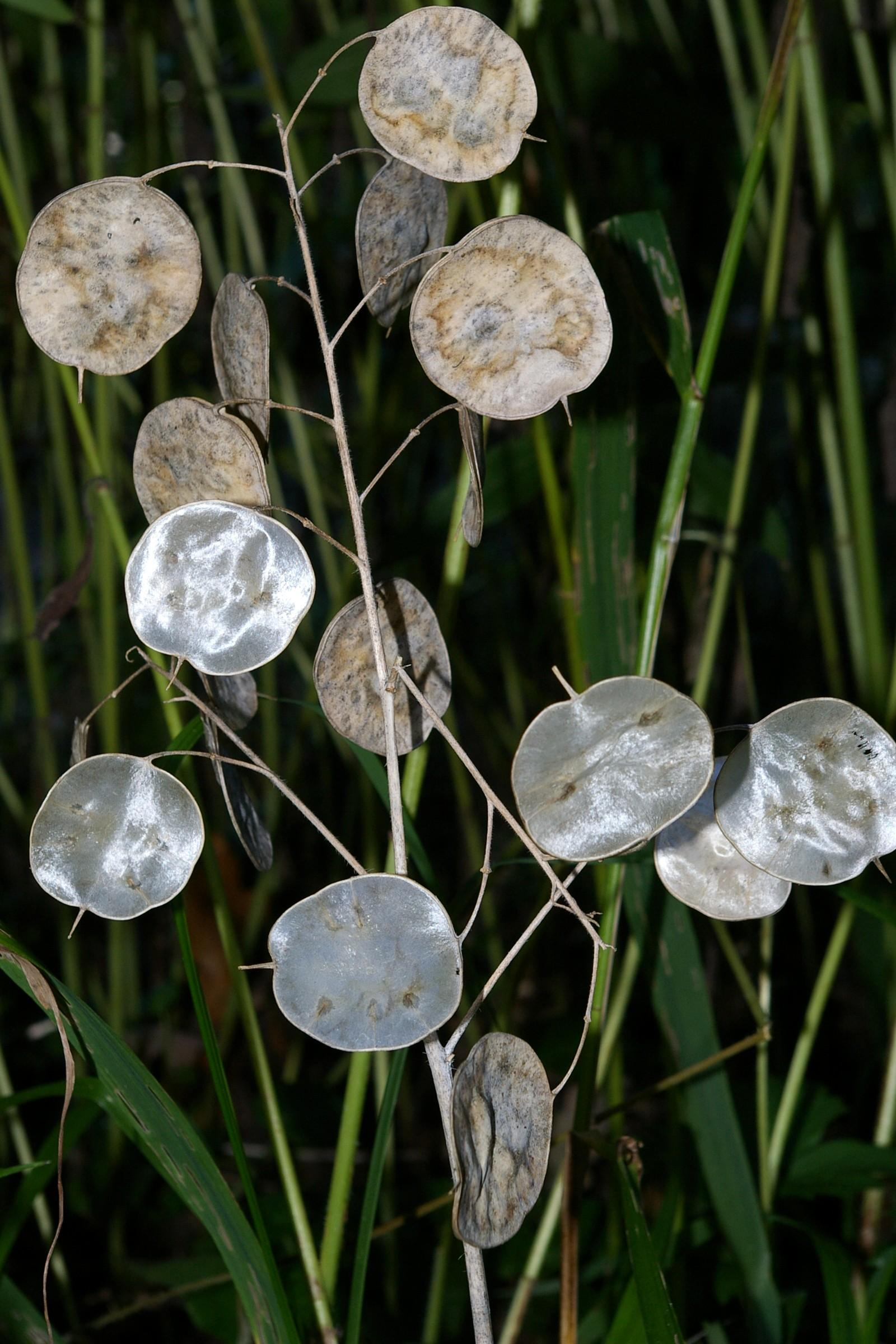
Skidor hos Judaspenningar där vissa valvler har fallit av och den membranaktiga mittväggen syns.